# Post Animal
Post Animal ist eine US-amerikanische Psychedelic-Rock-Band, die 2014 in Chicago gegründet wurde. Die Gründer und Mitglieder der Band sind Dalton Allison, Jake Hirshland, Javi Reyes, Wesley Toledo, Matt Williams und Joe Keery. Alle Mitglieder schreiben Lieder und übernehmen den Haupteil des Gesang für ihre eigenen Kompositionen.

## Geschichte
2015 veröffentlichte die Band ohne Label ihre erste EP Post Animal Perform the Most Curious Water Activities und im darauffolgenden Jahr eine Reihe von Singles, die sie als The Garden Series zusammenfassten.
Die Band unterzeichnete 2017 einen Plattenvertrag mit Polyvinyl, das erste Album When I Think of You in a Castle folgte am 20. April 2018.
2017 verließ Joe Keery die Band, da er einem Engament als Schauspieler nachging.
Im Februar 2020 begleiteten sie Cage the Elephant als Vorband auf deren Großbritannien Tour.
Am 25. Juli 2025 veröffentlichte die Band ihr Album IRON, an dem auch Keery wieder als Mitglied beteiligt war.

## Diskografie

### Alben
- 2018: When I Think of You in a Castle
- 2020: Forward Motion Godyssey
- 2022: Love Gibberish
- 2025: IRON

### EPs
- 2015: Post Animal Perform the Most Curious Water Activities
- 2016: The Garden Series
- 2020: Worried About You

### Singles
- 2017: Special Moment
- 2019: Safe or Not – Extended Mix
- 2019: Schedule
- 2020: Fitness
- 2020: How Do You Feel
- 2022: Puppy Dog
- 2023: Aging Forest
- 2025: Last Goodbye
- 2025: Pie in the Sky
- 2025: What’s a Good Life